# Franz Hofmeister
Franz Hofmeister (Praga, 1850-Wurzburgo, 1922) fue un bioquímico alemán.

## Biografía

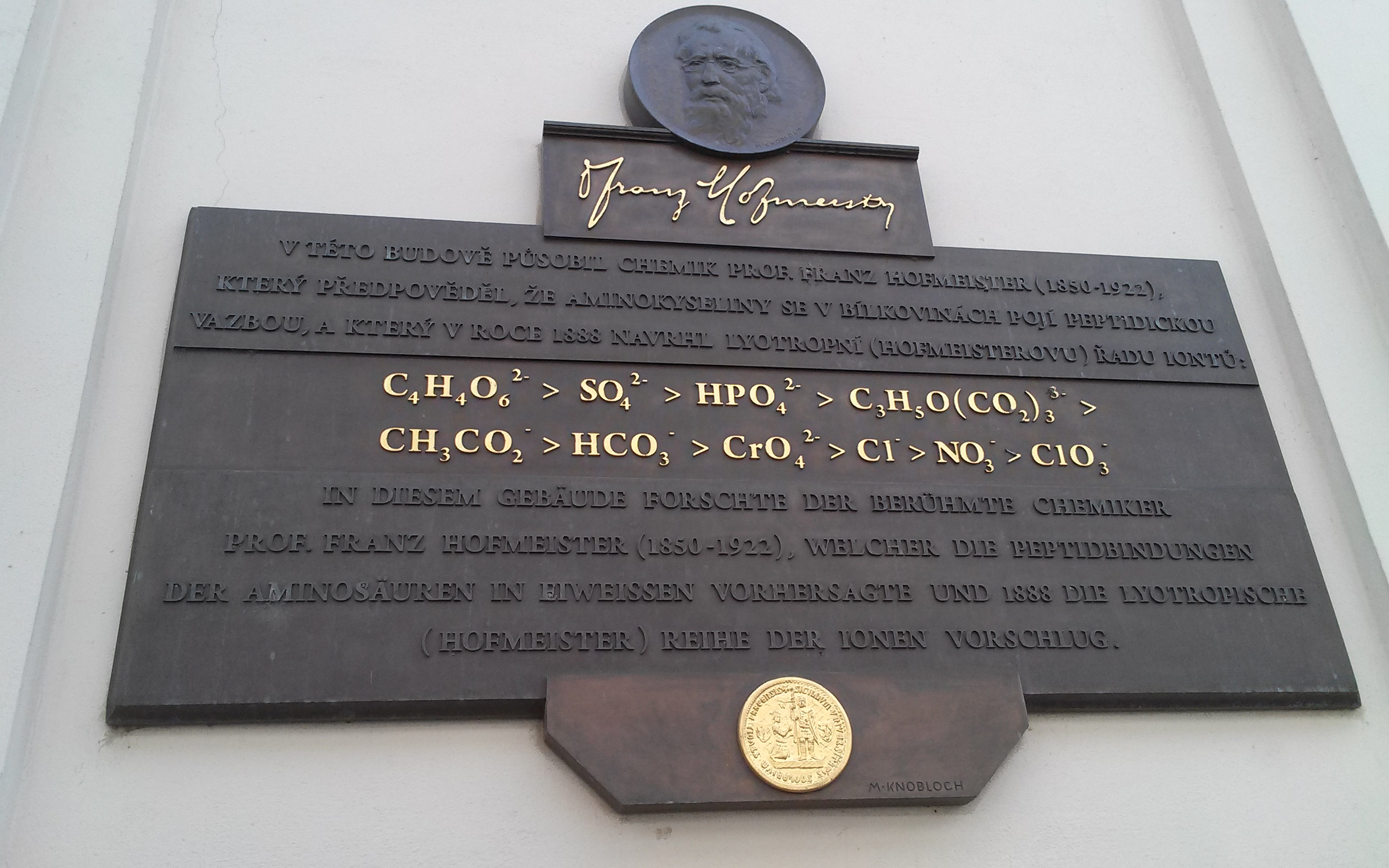
Placa en Praga en honor a Hofmeister

Nació en 1850 en Praga. Dedicado a la bioquímica, en 1885 impartía clases de farmacología en la Universidad Carolina en Praga.[cita requerida] Fue el sustituto de Felix Hoppe-Seyler en la cátedra de Química fisiólogica en la Universidad de Estrasburgo, cargo que aceptó en 1896 y que abandonaría en 1919. Realizó investigaciones sobre proteínas e intermediarios metabólicos, entre otras materias.
En 1888 estudió los efectos de distintas sales en la solubilidad de proteínas, obteniendo listas empíricas de iones denominadas «series de Hofmeister», ordenadas según la capacidad precipitante de estos cationes y aniones, hacia 1902 fue uno de los pioneros en sugerir el enlace peptídico como mecanismo de unión entre aminoácidos, junto a Emil Fischer, y en sus últimos años trabajó en el aislamiento de la vitamina antineurítica. Falleció en Wurzburgo el 26 de julio de 1922.